# Cá dầy
Cá dầy, cá dày, cá hom, cá chép đầm, cá trẻn/cá chẻn hay còn gọi là Tề ngư (danh pháp khoa học: Cyprinus melanes) là một loài cá chép thuộc chi Cyprinus. Theo IUCN, loài này sinh sống ở khu vực sông Kiến Giang, tỉnh Quảng Bình, Việt Nam, nhưng các tác giả Nguyễn Hữu Dực, Mai Đình Yên (1994) cho rằng loài này phân bố trong khu vực nước lợ-nhạt ở miền Trung - Nam Trung bộ Việt Nam. Tên gọi cá dầy/cá dày còn được dùng để chỉ loài Channa lucius (có tại Việt Nam) hoặc loài Rutilus caspicus ở biển Caspi (Nga).